# Университет Поля Верлена
Университет Поля Верлена — Мец — французский университет в Меце, относится к академии Нанси-Мец, входит в объединение Университет Лотарингии. Университет Меца был основан в 1970 году, в 2005 году ему было присвоено имя Поля Верлена

## Подразделения
Университет Меца включает следующие факультеты и институты:
- Факультеты:
  - Гуманитарных наук, искусства и культуры
  - Филологический и лингвистический
  - Право, экономика и администрация
  - Высшие курсы управления
  - Фундаментальные и прикладные науки
  - Математика, информатика, механика и автоматика
- Университетские технологические институты:
  - Университетский институт технологии Меца
  - Университетский институт технологии Тионвилля/Ютца
  - Университетский институт технологии Восточного Мозеля
- Высший франко-германский институт технологии, экономики и наук